# Port lotniczy Seghe
Port Lotniczy Seghe (ang. Seghe Airport) – port lotniczy zlokalizowany w miejscowości Seghe, na Wyspach Salomona.